# Producte vectorial

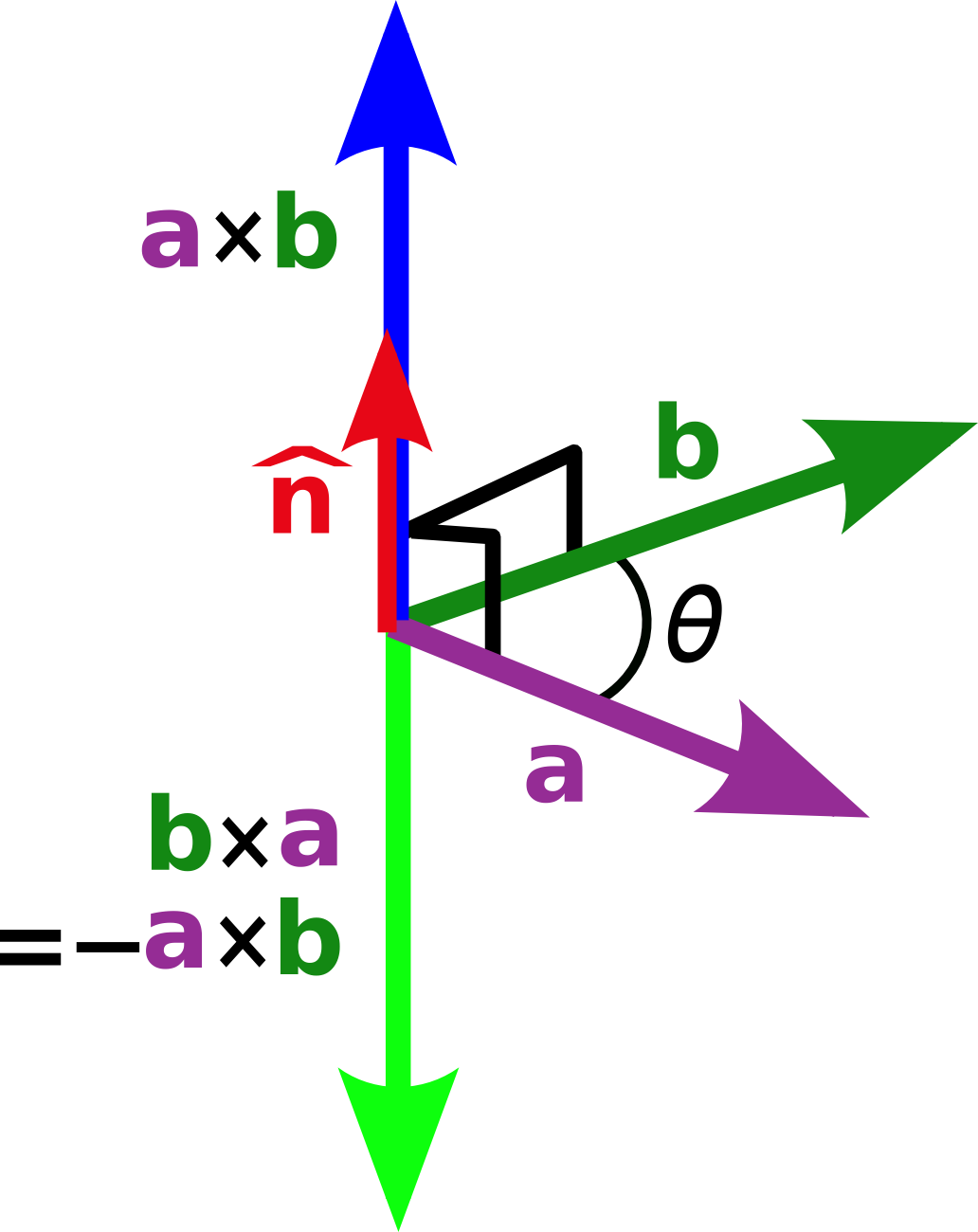
Il·lustració del producte vectorial i de la seva anticonmutativitat en un sistema de coordenades de mà dreta.

En matemàtiques, el producte vectorial o producte extern és una operació entre dos vectors d'un espai euclidià tridimensional orientat que retorna un altre vector ortogonal als dos vectors originals.
És diferent doncs, del producte escalar o producte intern que retorna un escalar.

## Definició de producte vectorial
El producte extern de dos vectors a i b es defineix només en l'espai tridimensional i es denota com a × b. En física i en matemàtiques aplicades, la notació de falca a ∧ b s'utilitza sovint (en conjunció amb el nom producte vectorial), tot i que en matemàtiques pures tal notació se sol reservar només pel producte exterior, una abstracció del producte vectorial en n dimensions.
El producte vectorial a × b es defineix com el vector c que és perpendicular (ortogonal) tant a a com a b, amb la direcció donada per la regla de la mà dreta i una magnitud igual a l'àrea del paral·lelogram que formen els vectors.
El producte vectorial de dos vectors a i b s'expressa {\displaystyle \mathbf {c} =\mathbf {a} \times \mathbf {b} } o alternativament {\displaystyle \mathbf {c} =\mathbf {a} \wedge \mathbf {b} } i el resultat en forma vectorial és:
{\displaystyle \mathbf {c} ={\begin{bmatrix}c_{x}\\c_{y}\\c_{z}\end{bmatrix}}={\begin{bmatrix}a_{x}\\a_{y}\\a_{z}\end{bmatrix}}\times {\begin{bmatrix}b_{x}\\b_{y}\\b_{z}\end{bmatrix}}={\begin{bmatrix}a_{y}b_{z}-a_{z}b_{y}\\a_{z}b_{x}-a_{x}b_{z}\\a_{x}b_{y}-a_{y}b_{x}\end{bmatrix}}}

També es pot determinar el producte vectorial entre a i b com:
{\displaystyle \mathbf {a} \times \mathbf {b} =ab\sin \theta \ \mathbf {\vec {n}} }

on {\displaystyle \theta } és l'angle entre a i b (entre 0 i π radians), a i b són els mòduls dels vectors a i b, i {\displaystyle \mathbf {\vec {n}} } és el vector unitari ortogonal al pla que conté a i b. Si els vectors a i b són colinears (és a dir, l'angle {\displaystyle \theta } entre ells és 0 o π radians), el producte vectorial entre ells és el vector zero 0.

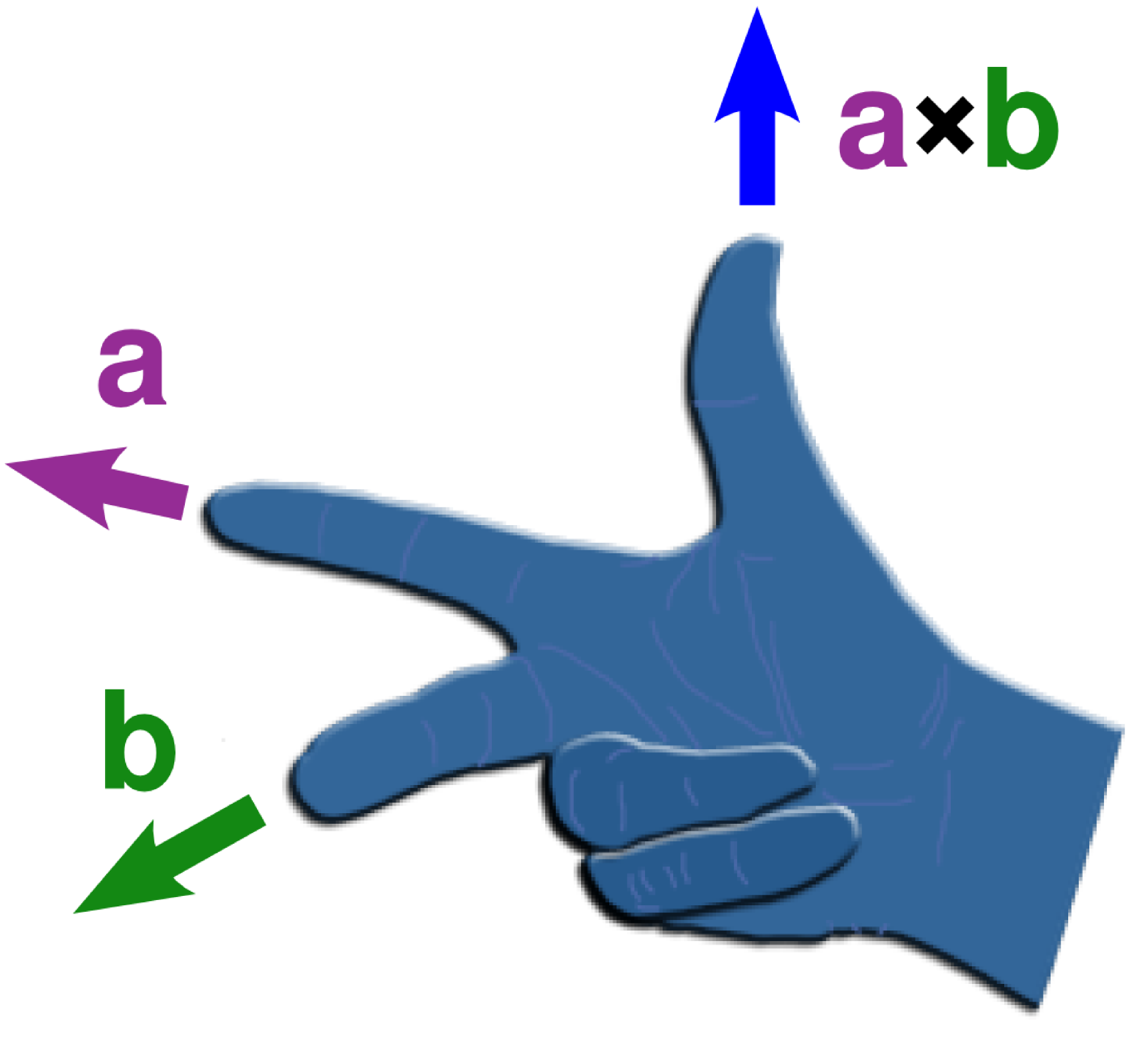
Com trobar la direcció del producte vectorial amb la regla de la mà dreta.

En un sistema de coordenades de mà dreta el sentit del vector {\displaystyle \mathbf {\vec {n}} } ve donat per la regla de la mà dreta, on si l'índex estès de la mà dreta és la direcció de a i si el dit mitjà plegat en perpendicular és en la direcció de b aleshores el vector {\displaystyle \mathbf {\vec {n}} } té la direcció del polze (vegeu la figura a la dreta).
Un sistema de coordenades ortonormal de mà dreta és tal que els vectors unitaris i, j, i k corresponents a les direccions x, y, i z satisfan les següents equacions:
i × j = k j × k = i k × i = j
En física i enginyeria és pràctica habitual i, per tant, hom pressuposa l'ús de sistemes de coordenades de mà dreta.
També es pot trobar el producte vectorial com el determinant de la següent matriu:
{\displaystyle \mathbf {a} \times \mathbf {b} =\det {\begin{bmatrix}\mathbf {i} &\mathbf {j} &\mathbf {k} \\a_{1}&a_{2}&a_{3}\\b_{1}&b_{2}&b_{3}\\\end{bmatrix}}}
on i, j, i k són els vectors unitaris del sistema de coordenades.

## Noms i origen

Segons la regla de Sarrus, el determinant d'una matriu 3×3 implica multiplicacions entre elements de la matriu identificats per diagonals creuades.

L'any 1842, William Hamilton va descriure per primer cop l'àlgebra dels quaternions i el producte de Hamilton no commutatiu. En particular, quan es fa el producte de Hamilton de dos vectors (és a dir, quaternions purs amb part escalar igual a zero), resulta en un quaternió amb part escalar i part vectorial. Les parts escalar i vectorial del producte de Hamilton corresponen a l'oposat del producte escalar i el producte vectorial dels dos vectors.
L'any 1881, Josiah Willard Gibbs, i independentment Oliver Heaviside, van introduir la notació del producte escalar i del producte vectorial utilitzant el punt volat (a ⋅ b) i la creu "×" (a × b), respectivament, per denotar-los.
L'any 1877, per emfasitzar el fet que el resultat d'un producte escalar (anomenat "dot product" -producte de punt- en anglès fins aleshores) és un escalar mentre que el resultat d'un producte vectorial (que fins llavors duia el nom de "cross product" -producte de creu) és un vector, William Kingdon Clifford va encunyar les expressions alternatives producte escalar i producte vectorial per a les dues operacions. Aquests dos noms són àmpliament emprats en la literatura i són els que es fan servir en català.
Tant la notació de creu (a × b) com el nom en anglès cross product van estar inspirats possiblement en el fet que cada component escalar de a × b és calculat multiplicant els components no corresponents de a i b. De manera similar, un producte escalar (dot product) a ⋅ b implica multiplicacions entres components corresponents de a i b. Com s'explica més avall, es pot expressar el producte escalar en la forma d'un determinant d'una certa matriu 3 × 3. Segons la regla de Sarrus, això implica multiplicacions entre elements de la matriu identificats per diagonals creuades.

## Interpretació geomètrica

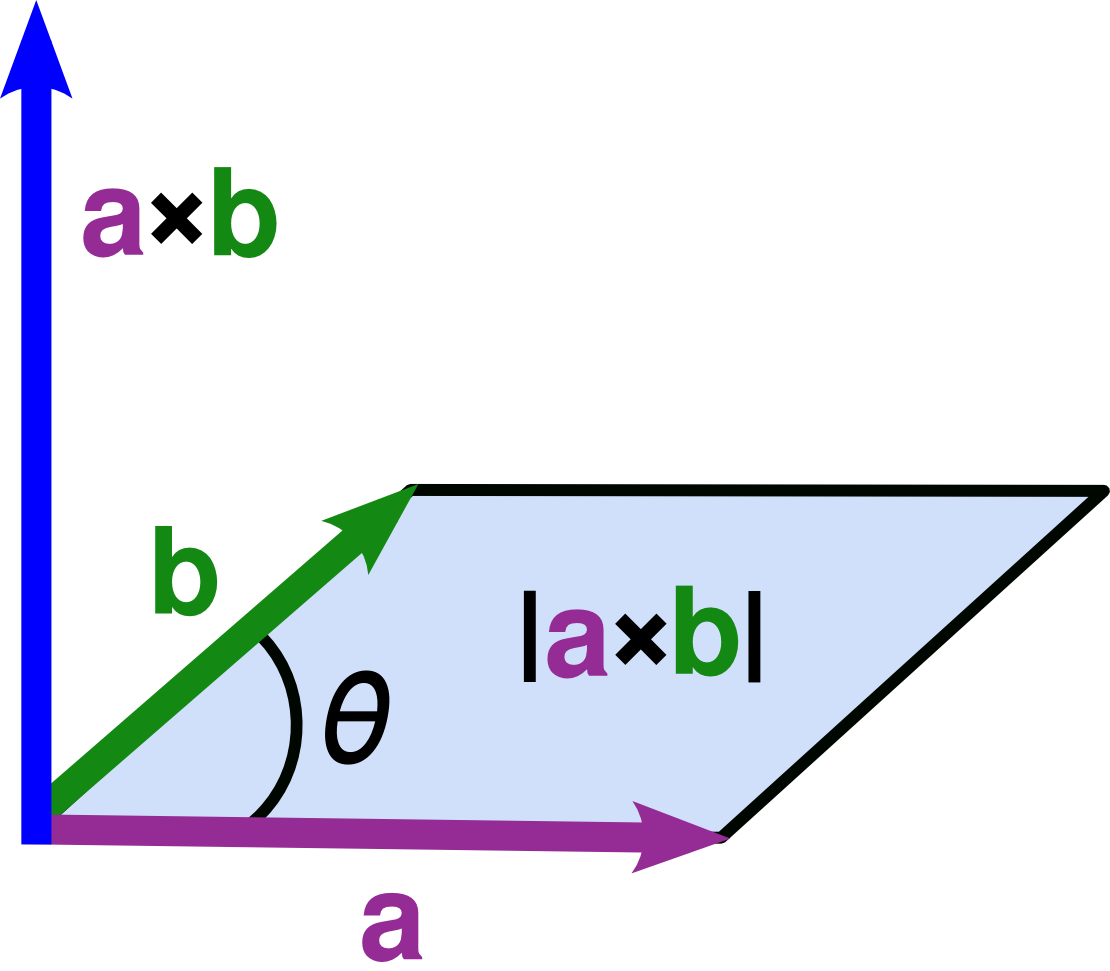
L'àrea del paral·lelogram del producte vectorial.

El mòdul del producte vectorial es pot interpretar com l'àrea del paral·lelogram que té costats a i b.
{\displaystyle |\mathbf {a} \times \mathbf {b} |=|\mathbf {a} ||\mathbf {b} |\sin \theta .\,\!}
La direcció del producte vectorial és perpendicular als dos vectors a i b i el sentit ve donat per la regla de la mà dreta.

## Propietats del producte vectorial

### Identitats
Donats tres vectors qualssevol {\displaystyle \mathbf {a} }, {\displaystyle \mathbf {b} } i {\displaystyle \mathbf {c} }:
1. {\displaystyle (\mathbf {a} \times \mathbf {b} )\times \mathbf {c} \neq \mathbf {a} \times (\mathbf {b} \times \mathbf {c} )}; el producte vectorial no és associatiu, però satisfà la identitat de Jacobi
2. {\displaystyle \mathbf {a} \times \mathbf {b} =-(\mathbf {b} \times \mathbf {a} )}; és a dir, és anticommutatiu
3. {\displaystyle \mathbf {a} \cdot (\mathbf {a} \times \mathbf {b} )=0}; cancel·lació per ortogonalitat.
4. Si {\displaystyle \mathbf {a} \times \mathbf {b} =\mathbf {0} } amb {\displaystyle \mathbf {a} \neq \mathbf {0} } i {\displaystyle \mathbf {b} \neq \mathbf {0} }, {\displaystyle \Rightarrow \mathbf {a} \|\mathbf {b} }; l'anul·lació del producte vectorial proporciona la condició de paral·lelisme entre dues direccions.
5. {\displaystyle (\mathbf {a} +\mathbf {b} )\times \mathbf {c} =\mathbf {a} \times \mathbf {c} +\mathbf {b} \times \mathbf {c} }; distributivitat per dreta i esquerra respecte de la suma[4]
6. {\displaystyle \mathbf {a} \times (\mathbf {b} \times \mathbf {c} )=\mathbf {b} (\mathbf {a} \cdot \mathbf {c} )-\mathbf {c} (\mathbf {a} \cdot \mathbf {b} )}; coneguda com la regla de l'expulsió. Aquesta expressió és també coneguda com la identitat de Lagrange. Un cas particular de la qual és: {\displaystyle {\begin{matrix}\nabla \times (\nabla \times \mathbf {f} )&=&\nabla (\nabla \cdot \mathbf {f} )-(\nabla \cdot \nabla )\mathbf {f} &=&{\mbox{grad }}({\mbox{div }}\mathbf {f} )-\nabla ^{2}\mathbf {f} \end{matrix}}}
7. {\displaystyle |a\times b|^{2}+|a\cdot b|^{2}=|a|^{2}|b|^{2}}, una altra expressió que també rep el nom d'identitat de Lagrange.
8. {\displaystyle \mathbf {a} \times (\mathbf {b} \times \mathbf {c} )+\mathbf {c} \times (\mathbf {a} \times \mathbf {b} )+\mathbf {b} \times (\mathbf {c} \times \mathbf {a} )=\mathbf {0} }; coneguda com la identitat de Jacobi.
9. {\displaystyle \left\|\mathbf {a} \times \mathbf {b} \right\|=\left\|\mathbf {a} \right\|\left\|\mathbf {b} \right\|\left|\operatorname {sen} \theta \right|}, en l'expressió del terme de la dreta, seria el mòdul dels vectors {\displaystyle \mathbf {a} } i {\displaystyle \mathbf {b} }, sent {\displaystyle \theta }, l'angle menor entre els vectors {\displaystyle \mathbf {a} } i {\displaystyle \mathbf {b} }; aquesta expressió relaciona el producte vectorial amb l'àrea del paral·lelogram que defineixen els dos vectors.
10. Es pot calcular fàcilment el mòdul o norma del producte vectorial sense fer el producte vectorial: {\displaystyle \|\mathbf {a} \times \mathbf {b} \|=\left(\|\mathbf {a} \|^{2}\|\mathbf {b} \|^{2}-(\mathbf {a} \cdot \mathbf {b} )^{2}\right)^{1/2}}
11. El vector unitari {\displaystyle {\hat {\mathbf {n} }}={\frac {\mathbf {a} \times \mathbf {b} }{|\mathbf {a} \times \mathbf {b} |}}} és normal al pla que conté els vectors {\displaystyle \mathbf {a} } i {\displaystyle \mathbf {b} }.
12. {\displaystyle \mathbf {a} \times \mathbf {a} =\mathbf {0} }; (un vector és paral·lel a si mateix) el producte vectorial és nilpotent
13. {\displaystyle \lambda (\mathbf {a} \times \mathbf {b} )=(\lambda \mathbf {a} )\times \mathbf {b} =\mathbf {a} \times (\lambda \mathbf {b} )}; el producte vectorial és bihomogeni.
14. {\displaystyle {\frac {d}{dt}}[a(t)\times b(t)]=a(t)\times {\frac {db(t)}{dt}}+{\frac {da(t)}{dt}}\times b(t)}: derivació temporal d'un producte vectorial
15. Altres propietats: {\displaystyle a\cdot (b\times c)=det(a,b,c)}
16. {\displaystyle (a\times b)\times (c\times d)=det(a,b,d)c+det(a,b,c)d}

### Bases ortonormals i producte vectorial
Sigui un sistema de referència {\displaystyle S=\{O;\mathbf {i} ,\mathbf {j} ,\mathbf {k} \}} en l'espai vectorial {\displaystyle \mathbb {R} ^{3}}. Es diu que {\displaystyle S\,} és una base ortonormal dreta si compleix les següents condicions:
1. {\displaystyle \mathbf {i} \cdot \mathbf {j} =\mathbf {j} \cdot \mathbf {k} =\mathbf {k} \cdot \mathbf {i} =0}; és a dir, els tres vectors són ortogonals entre sí.
2. {\displaystyle |\mathbf {i} |=|\mathbf {j} |=|\mathbf {k} |=1}; és a dir, els vectors són vectors unitaris (i per tant, donada la propietat anterior, són ortonormals).
3. {\displaystyle \mathbf {i} \times \mathbf {j} =\mathbf {k} }, {\displaystyle \mathbf {j} \times \mathbf {k} =\mathbf {i} }, {\displaystyle \mathbf {k} \times \mathbf {i} =\mathbf {j} }; és a dir, compleixen regla de la mà dreta.
4. {\displaystyle \mathbf {j} \times \mathbf {i} =-\mathbf {k} }, {\displaystyle \mathbf {k} \times \mathbf {j} =-\mathbf {i} }, {\displaystyle \mathbf {i} \times \mathbf {k} =-\mathbf {j} }; quan es canvia l'ordre, el resultat canvia de signe.

### Identitat de Lagrange
Es pot compara la relació
{\displaystyle \left\|\mathbf {a} \times \mathbf {b} \right\|^{2}\equiv \det {\begin{bmatrix}\mathbf {a} \cdot \mathbf {a} &\mathbf {a} \cdot \mathbf {b} \\\mathbf {a} \cdot \mathbf {b} &\mathbf {b} \cdot \mathbf {b} \\\end{bmatrix}}\equiv \left\|\mathbf {a} \right\|^{2}\left\|\mathbf {b} \right\|^{2}-(\mathbf {a} \cdot \mathbf {b} )^{2}}
amb una altra relació que implica la part dreta de l'expressió: la identitat de Lagrange expressada com
{\displaystyle \sum _{1\leq i<j\leq n}\left(a_{i}b_{j}-a_{j}b_{i}\right)^{2}\equiv \left\|\mathbf {a} \right\|^{2}\left\|\mathbf {b} \right\|^{2}-(\mathbf {a\cdot b} )^{2},}
on a i b poden ser vectors n-dimensionals. Això també mostra que la forma de volum de Riemann per superfícies és exactament l'element superfície del càlcul vectorial. En el cas en què n = 3, combinar aquestes dues equacions resulta en l'expressió per a la magnitud del producte vectorial en termes dels seus components:
{\displaystyle {\begin{aligned}\|\mathbf {a} \times \mathbf {b} \|^{2}&\equiv \sum _{1\leq i<j\leq 3}(a_{i}b_{j}-a_{j}b_{i})^{2}\\&\equiv (a_{1}b_{2}-b_{1}a_{2})^{2}+(a_{2}b_{3}-a_{3}b_{2})^{2}+(a_{3}b_{1}-a_{1}b_{3})^{2}.\end{aligned}}}
Es pot derivar el mateix resultat directament utilitzant els components del producte vectorial de
{\displaystyle \mathbf {a} \times \mathbf {b} \equiv \det {\begin{bmatrix}{\hat {\mathbf {i} }}&{\hat {\mathbf {j} }}&{\hat {\mathbf {k} }}\\a_{1}&a_{2}&a_{3}\\b_{1}&b_{2}&b_{3}\\\end{bmatrix}}.}
En R3, l'equació de Lagrange és un cas especial de la multiplicativitat {\displaystyle |\mathbf {vw} |=|\mathbf {v} |\,|\mathbf {w} |} de la norma en l'àlgebra de quaternions.
És un cas especial d'una altra fórmula, que també rep el nom d'identitat de Lagrange, que és el case tridimensional de la identitat de Binet–Cauchy:
{\displaystyle (\mathbf {a} \times \mathbf {b} )\cdot (\mathbf {c} \times \mathbf {d} )\equiv (\mathbf {a} \cdot \mathbf {c} )(\mathbf {b} \cdot \mathbf {d} )-(\mathbf {a} \cdot \mathbf {d} )(\mathbf {b} \cdot \mathbf {c} ).}
Si a = c i b = d, l'expressió se simplifica a la fórmula de més amunt.

## Aplicacions
El producte vectorial s'empra en la fórmula de l'operador vectorial rotacional.
També s'usa per descriure la força de Lorentz experimentada per una càrrega elèctrica en moviment en un camp magnètic. Les definicions de parell de forces i moment angular inclouen el producte vectorial.
El producte vectorial s'empra també per calcular la normal a un triangle o polígon, una operació freqüent en gràfics d'ordinador.